# Fédération de Palestine de football
Pour les articles homonymes, voir PFA.
La Fédération de Palestine de football (Palestinian Football Association (en) PFA) est une association regroupant les clubs de football de Palestine et organisant les compétitions nationales et les matchs internationaux de la sélection de Palestine.

## Première mouture
Le football est introduit en Palestine au tout début du siècle (1904-1909) avec les premiers immigrants et un premier match est disputé à l'English College à Jérusalem. Malgré l'existence de plusieurs clubs, aucune organisation footballistique n'existe avant 1918 et l'avancée des troupes britanniques. 

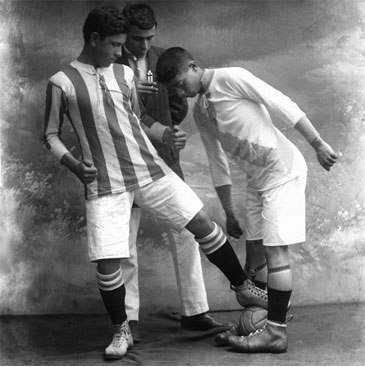
Joueurs du Maccabi Tel Aviv affilié à la PFA, 1913

Une première « Palestine Football Association » (PFA) est fondée sous mandat britannique en Palestine en 1928 par un Juif biélorusse, Yosef Yekoutieli,,. Elle était ouverte à tous les clubs palestiniens (dans l'acception de l'époque, c'est-à-dire « à tous les clubs de la région palestinienne ») et ainsi regroupait des clubs juifs, arabes, chrétiens, ottomans et britanniques. Néanmoins, elle « ne comptait que des juifs dans son conseil d'administration et la musique jouée en ouverture (en 1934) (était) l'Hatikva, l'hymne officiel du mouvement sioniste » ; aussi, la langue était-elle l'hébreu et un logo juif figurait-il sur le drapeau de la Fédération. En revanche, le maillot de tous les joueurs de l'équipe nationale était brodé de l'initiale « P » pour Palestine, comme lors de leur tournée en Égypte, en 1930. Cette fédération est affilée puis reconnue en 1929 par la FIFA. 40 clubs juifs et 25 clubs arabes en relèvent en 1931. L'équipe nationale de Palestine avec ses joueurs juifs et arabes se produit mais est éliminée au tour préliminaire lors de la Coupe du monde de football en 1934 en Italie et en 1938 en France.
La PFA basée à Ramat Gan change son nom palestinien en « Israel Football Association » (IFA) après la fondation de l'Etat d'Israël en 1948.

### Séparation et pourparlers
En mars 1931, est fondée l'« Arab Palestine Sport Federation » (APSF) à l'identité exclusivement arabe, qui suspend toute activité en 1937 après diverses émeutes, pour se recréer en 1944 et stipuler clairement dans son règlement que ses clubs et institutions membres devront tous être « non-juifs de Palestine ».
Dans ce sens, le 15 Mars 1945, Hussein Hosni écrit un article dans la section sportive du journal Filastin pour dénoncer la domination par la PFA de la scène sportive palestinienne, en précisant que cette association ne doit pas être le représentant des Palestiniens arabes car elle ne représenterait qu'elle-même et la communauté juive, et non le peuple arabo-palestinien.
Le statut de la cinquantaine de clubs arabes sportifs affiliés à la APSF est discuté lors de la conférence de la FIFA au Luxembourg en août 1946 puis à celle de Glasgow en mai 1947. Selon les termes du représentant libanais, la formation de deux associations en Palestine (PFA et APSF) est le résultat du ressentiment politique entre les parties juives et arabes de la région, qui aboutit à l'absence de liens dans les sports entre l'Association arabe du sport et de la PFA. De son côté, la FIFA considère que les Arabes et les Juifs doivent coopérer car il lui est difficile de reconnaître deux comités d'un pays en même temps. Ces pourparlers continuent dans ce sens au cours des années 1960, tant que Gaza où se trouve le siège de la Fédération, ne possède pas de statut propre défini par l'ONU.
L'Association APSF s'efforce de se joindre à la FIFA et pour y parvenir, renforce ses liens avec les fédérations de football des les pays arabes voisins. Ainsi, dans les années 1950, quelques clubs arabes palestiniens rejoignent the Jordan Football Association (JFA) de Jordanie.

## Seconde mouture

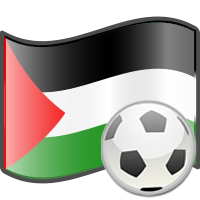
Icône pour le football palestinien

Une Fédération de Palestine de football arabe [al-Ittihad al-Riyadi al-Falastini li Korat al-Qadam] est créée en 1962 par les Palestiniens arabes, qui compte 15 clubs affiliés. La solidarité internationale donnera les moyens matériels au football palestinien de s'affranchir de la tutelle israélienne et organisera notamment de plusieurs matchs disputés avec des équipes françaises à Arcueil ou au Havre.
L'Association palestinienne de football est rétablie en 1971. Elle développe de nouvelles règles qui imposent l'admission exclusive de joueurs palestiniens (dans l'acception contemporaine du mot, c'est-à-dire « joueurs musulmans ») dans les clubs palestiniens. Le siège de la PFA est déplacé de Gaza vers la Syrie puis sur la capitale tunisienne, Tunis. Lors de la sélection de l'équipe nationale, on dénonce le favoritisme des administrateurs qui sélectionnent des joueurs membres des clubs qu'ils dirigent eux-mêmes.
La Palestine rejoint l'Association arabe de football (AFA), l'année de sa création, en 1974, qui lui sera d'un grand appui pour son adhésion à la FIFA qu'elle appelle de ses vœux. Ainsi, le transfert de siège de la PFA à Bagdad en 1989, participe à ce qu'elle obtienne un consentement légal ; elle y organise même son propre tournoi.
Après ses multiples tentatives dont des appels via l'ONU ou le CIO où elle est affiliée depuis 1993, la Fédération palestinienne arabe obtient le statut de membre provisoire de la FIFA en 1995 puis lors du congrès tenu à Paris, elle est acceptée à la FIFA le 8 juin 1998, en tant que membre à part entière, après la création de l'autorité palestinienne. Elle est également membre de l'AFC depuis 1998.
La Palestine participe depuis lors à la Coupe du Monde lors des qualifications et à d'autres tournois internationaux tels que les Jeux Olympiques.
Le 7 mai 2024, la Fédération annonce que 164 footballeurs palestiniens (dont 42 enfants) ont été tués depuis le début de la guerre à Gaza depuis 2023. Parmi ces derniers, on peut notamment citer l'ancien attaquant star des Chabab de Khan Younès (ar), Mohammed Barakat (en), ou encore l'ancien gardien des Khadamat de Rafah (ar), Mahmoud Osama Al-Jazzar,. 

### Présidence de la Fédération
En mai 2008, Jibril Rajoub, ancien prisonnier (à vie) d'Israël pour terrorisme, libéré lors d'échanges de prisonniers, et ancien commandant des opérations antiterroristes de l'Autorité palestinienne, a pris la tête de la fédération,. Selon le quotidien français Le Monde d'octobre 2008, « Son principal succès est la relance du championnat, paralysé depuis l'an 2000 par les check-points israéliens. Fort de ses anciens contacts au sein des services de sécurité israéliens, il a obtenu que les clubs palestiniens circulent librement ou presque en Cisjordanie. Décidé à hausser le niveau de jeu, il a imposé la création d'une seconde division (...) décroché quelques sponsors privés et convaincu la chaîne satellite saoudienne ART de retransmettre une poignée de matchs ». Il a aussi inauguré le 27 octobre 2008 un championnat de football féminin.
En septembre 2014, Rajoub s'oppose à la tenue de matches de soccer dans le cadre de la Fondation pour la paix dirigée par le prix Nobel de la paix, Shimon Peres, afin de promouvoir la paix et la coexistence, où des enfants israéliens et palestiniens devaient jouer ensemble, en indiquant que « toute activité de normalisation dans le sport avec l'ennemi sioniste est un crime contre l' humanité ».
En août 2018, la FIFA décide d'interdire le président de la fédération palestinienne de football de toutes fonctions officielles en match et aux abords des stades pour un an, et de le condamner à une amende de 17 528 euros, en raison de ses « incitations à la haine et à la violence », notamment lors des appels de Rajoub à cibler la Fédération argentine de football, les familles des joueurs argentins et à brûler des maillots et les images de Lionel Messi qui voulait participer à un match amical prévu le 9 juin 2018 à Jérusalem entre Israël et l'Argentine,,.
En janvier 2019, la commission d’éthique de la FIFA envoie un courrier à Jibril Rajoub, affirmant qu’elle avait des preuves de violations du règlement intérieur de la FIFA : Jibril Rajoub est soupçonné d’avoir contrevenu aux statuts de l’instance en glorifiant le terrorisme et en incitant à la haine et à la violence.